# قضاء كلار
قضاء كلار (بالكردية: قەزای کەلار)‏ هو أحد أقضية محافظة السليمانية في كردستان العراق.